# إس. تشارلز لي
إس. تشارلز لي (بالإنجليزية: S. Charles Lee) هو مهندس معماري أمريكي، ولد في 5 سبتمبر 1899 في شيكاغو في الولايات المتحدة، وتوفي في 27 يناير 1990.